# Maxim Gourov
Maksim Sergueïevitch Gourov - en russe : Максим Сергеевич Гуров et en anglais : Maksim Gurov - , né le 30 janvier 1979 à Almaty, est un coureur cycliste kazakh.

## Biographie
Maxim Gourov est né au Kazakhstan. Il arrive durant sa jeunesse en France dans l'Allier, à l'EC Montmarault-Montluçon. Il retrouve certains compatriotes dans cette équipe alors dirigée par Jean-Philippe Duracka.
Après un stage chez MBK-Oktos-Saint-Quentin en septembre 2003, il devient coureur professionnel en 2004 dans cette équipe. Celle-ci disparaît en fin de saison. Gourov revient alors en élite 2 au CR4C Roanne, puis à l'EC Montmarault-Montluçon.
En 2007, il est engagé une première fois par l'équipe Astana. Il n'est cependant pas conservé en fin d'année. Il est engagé en 2008 par A-Style, où il retrouve Jean-Philippe Duracka. En 2010, il est de nouveau recruté par Astana. Maxim Gourov vit en Auvergne avec Dmitriy Fofonov et Yevgeniy Sladkov jusqu'à début 2012 et son départ pour Nice.
Fin 2014, La Gazzetta dello Sport révèle qu'il fait partie des clients du controversé médecin italien Michele Ferrari.
Il est actuellement responsable du service-course de l'équipe Astana. 

## Palmarès
- 1999
  - Tour de Bulgarie
- 2000
  - 10e étape du Tour d'Argentine
  - Prix de Saint-Amour
- 2001
  - 3e des Boucles de l'Austreberthe
- 2002
  - 1re étape du Tour de Palencia
  - 3e du Tour de Palencia
- 2003
  - Souvenir Jean-Guy Chamoux
  - 1re étape du Tour de Dordogne (contre-la-montre)
  - 2e du Grand Prix de Saint-Étienne Loire
  - 2e du Grand Prix de Lignac
  - 3e de La Durtorccha
  - 3e du Circuit des Monts du Livradois
  - 3e du Tour de Corrèze
  - 3e du Tour de Cuba
- 2005
  - 4e étape du Circuit de Saône-et-Loire
  - Tour de la Creuse :
    - Classement général
    - 1re étape

  - Grand Prix de Saint-Symphorien-sur-Coise
  - 2e de la Classique de Sauveterre
  - 2e de Paris-Auxerre
  - 2e du Grand Prix des Foires d'Orval
  - 3e du Tour du Canton de Hautefort
  - 3e du championnat du Kazakhstan du contre-la-montre
  - 3e du Grand Prix de Lignac
  - 3e du Grand Prix de Chardonnay
- 2006
  - Circuit boussaquin
  - Tour du Charolais
  - Tour de la Dordogne
  - Tour de la Creuse
  - 4e étape des Cinq Jours des As-en-Provence
  - 2e du Grand Prix des Fêtes de Cénac-et-Saint-Julien
  - 2e du Circuit de Saône-et-Loire
  - 3e du Tour du Labourd
  - 3e du Tour du Canton de Hautefort
- 2008
  - 2e du Tro Bro Leon
  - 3e du championnat du Kazakhstan sur route
- 2009
  - 2e du championnat du Kazakhstan sur route
- 2010
  -  Champion du Kazakhstan sur route

## Résultats sur les grands tours

### Tour d'Italie
2 participations
- 2007 : 118e
- 2011 : 151e

## Classements mondiaux
| Année           | 2005 | 2006 | 2007 | 2008 | 2009 |
| --------------- | ---- | ---- | ---- | ---- | ---- |
| UCI Asia Tour   | 85e  | 209e |      | 145e | 81e  |
| UCI Europe Tour |      |      |      | 204e |      |